# Quai d'Orsay

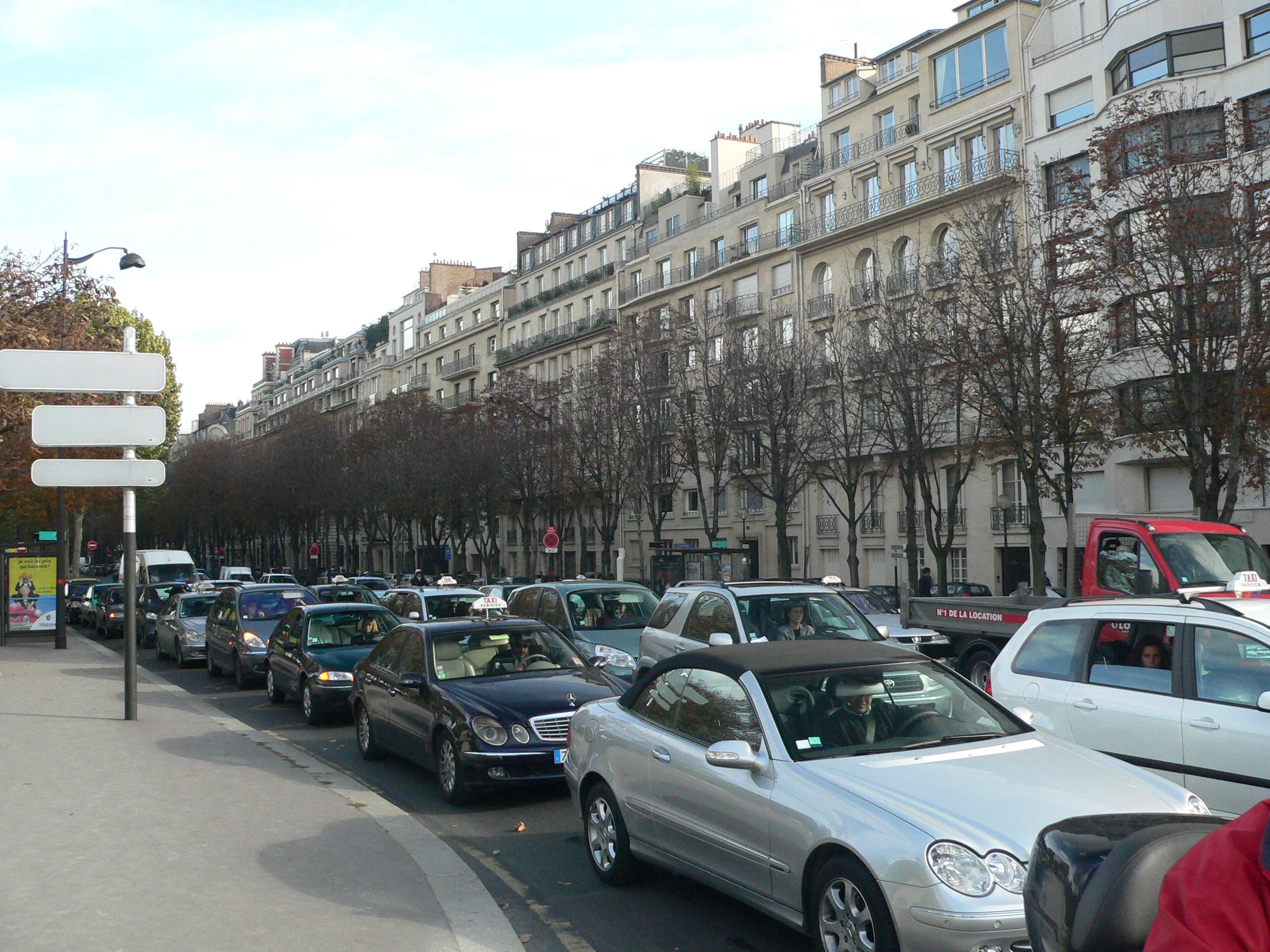
Quai d'Orsay atualmente.

Quai d'Orsay é um cais na margem esquerda do rio Sena em Paris, que se estende entre o Torre Eiffel e o Palácio Bourbon, onde fica a Assembleia Nacional Francesa e o Hôtel de Lassay, residência do presidente dessa assembleia. Quai d'Orsay é também uma metonímia do Ministério das Relações Exteriores, que ali fica situado, junto ao Palácio Bourbon.
O Quai d'Orsay tem desempenhado um papel importante na arte francesa como um local onde muitos artistas tem inspirações para pintar.